# Sistema ettometrico

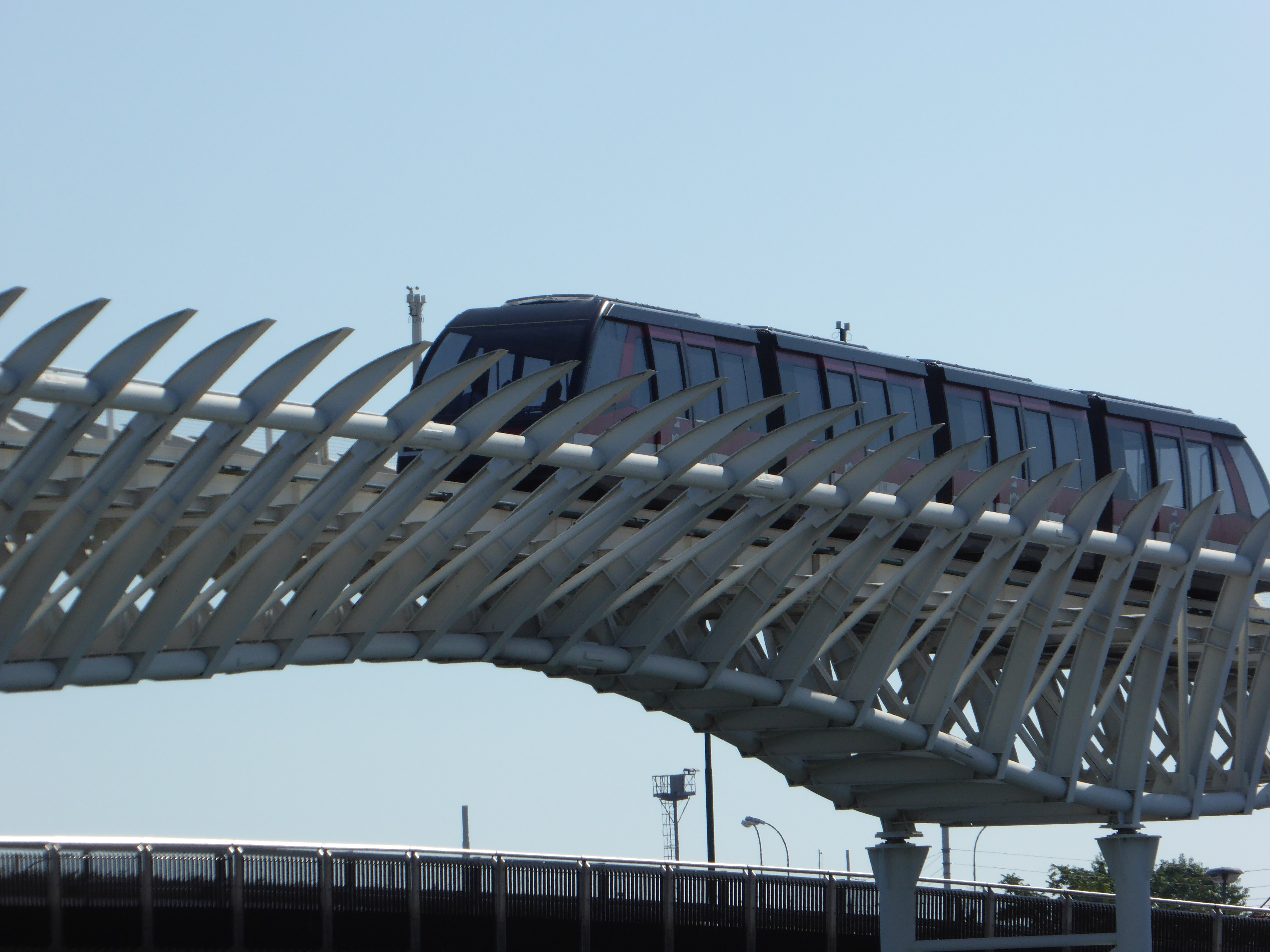
Il people mover di Venezia

Un sistema ettometrico è un sistema di trasporto pubblico urbano a breve raggio, generalmente a guida automatica. Viene chiamato "ettometrico" perché si presta a essere impiegato su percorsi relativamente brevi; il nome deriva dall'ettometro, ovvero 100 metri. Tale caratteristica lo rende particolarmente adatto a realizzare collegamenti urbani in città dal profilo orografico complesso, in centri storici caratterizzati da particolari condizioni di mobilità o come collegamento tra aeroporti e stazioni del trasporto pubblico locale o all'interno di grandi parchi divertimento.
Alla categoria dei sistemi ettometrici pubblici appartengono:
- i marciapiedi mobili e le scale mobili;
- gli ascensori;
- gli ascensori inclinati;
- i people mover (con tecnologia a monorotaia o a funicolare).

In ogni caso questi sistemi possono essere anche costruiti per scopi diversi da quello di trasporto pubblico locale a breve raggio.